# Эль-Хидр
Эль-Хидр (араб. الخضر‎) — город на юге Ирака, на территории мухафазы Мутанна. Административный центр одноимённого округа.

## Географическое положение
Город находится в северной части мухафазы, на обоих берегах реки Евфрат, на высоте 8 метров над уровнем моря.

Эль-Хидр расположен на расстоянии приблизительно 27 километров к востоку-юго-востоку (ESE) от Эс-Самавы, административного центра провинции и на расстоянии 248 километров юго-юго-востоку (SSE) от Багдада, столицы страны.

## Население
На 2012 год население города составляло 34 006 человек.